# Good Tradition
"Good Tradition" är en sång, skriven och ursprungligen inspelad av Tanita Tikaram och släppt på singel 1988 från albumet Ancient Heart.

## Bakgrund
Då den släpptes 1988 var den Tanita Tikarams debutsingel, och fick först mycket lite uppmärksamhet. Sången fick lite speltid, men lyckades i augusti 1988 nå placeringen #10 på den brittiska singellistan.

## Coverversioner
Med text på svenska av Keith Almgren, tolkades låten av Kikki Danielsson & Roosarna på albumet På lugnare vatten 1990, som I god tradition.

### Fotnoter
1. ↑  ”På lugnare vatten”. Svensk mediedatabas. 21 mars 1988. https://smdb.kb.se/catalog/id/001480592. Läst 25 augusti 2010.